# Chironomus pankratovi
Chironomus pankratovi är en tvåvingeart som beskrevs av Grebenjuk, Kiknadze och Beljanina 1989. Chironomus pankratovi ingår i släktet Chironomus och familjen fjädermyggor. Inga underarter finns listade i Catalogue of Life.